# Promenade-Quadrille
Die Promenade-Quadrille ist eine Quadrille von Johann Strauss (Sohn) (op. 98). Sie wurde für ein Frühlingsfest im Wiener Volksgarten geschrieben und dort am 23. Mai 1851 erstmals aufgeführt. Das Fest war von der Witterung her unterkühlt, die Quadrille kam aber damals gut an.
Teile des Werkes wurden 1924 im Ballett nach Strauss Motiven Beau Danube von Léonide Massine und Roger Désormière verwendet.
Die Spieldauer beträgt etwa 4 Minuten und 45 Sekunden, je nach der musikalischen Auffassung des Dirigenten kann diese Zeit etwas variieren.